# Kinuura Rinkai Tetsudō
Die Kinuura Rinkai Tetsudō (jap. 衣浦臨海鉄道, Kinuura Rinkai Tetsudō kabushiki-gaisha, engl. Kinuura Rinkai Railway Co.,Ltd.) ist eine japanische Bahngesellschaft mit Sitz in Handa in der Präfektur Aichi. Sie ist im Schienengüterverkehr tätig und betreibt zwei Linien südlich von Nagoya.

## Strecken
Das Streckennetz besteht aus zwei nicht direkt miteinander verbundenen Linien an der Mikawa-Bucht, die beide kapspurig und nicht elektrifiziert sind. Beide sind mit der Taketoyo-Linie von JR Central verknüpft.
- Handa-Linie (3,4 km)
- Hekinan-Linie (8,2 km)

## Aktionäre

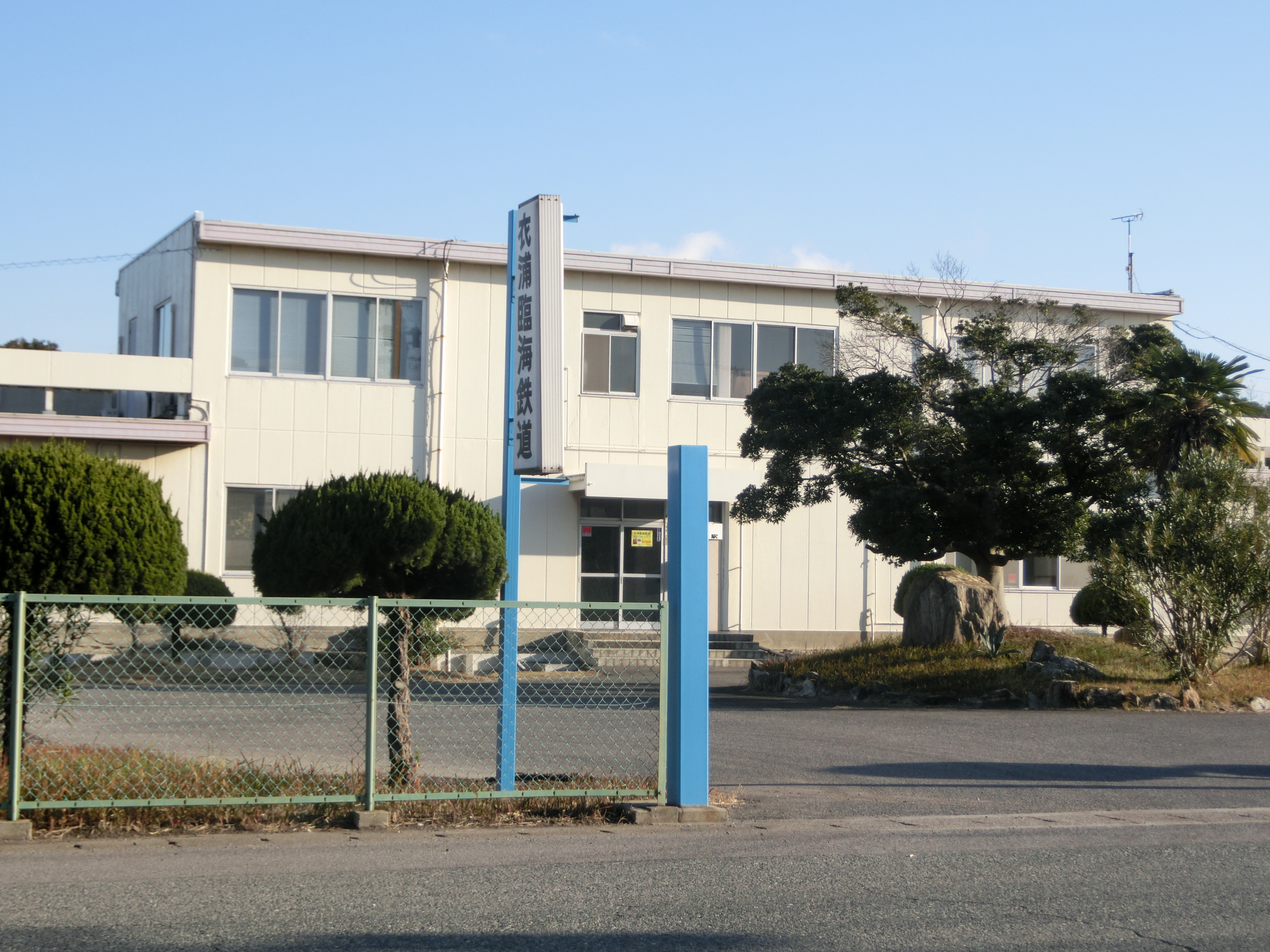
Hauptsitz

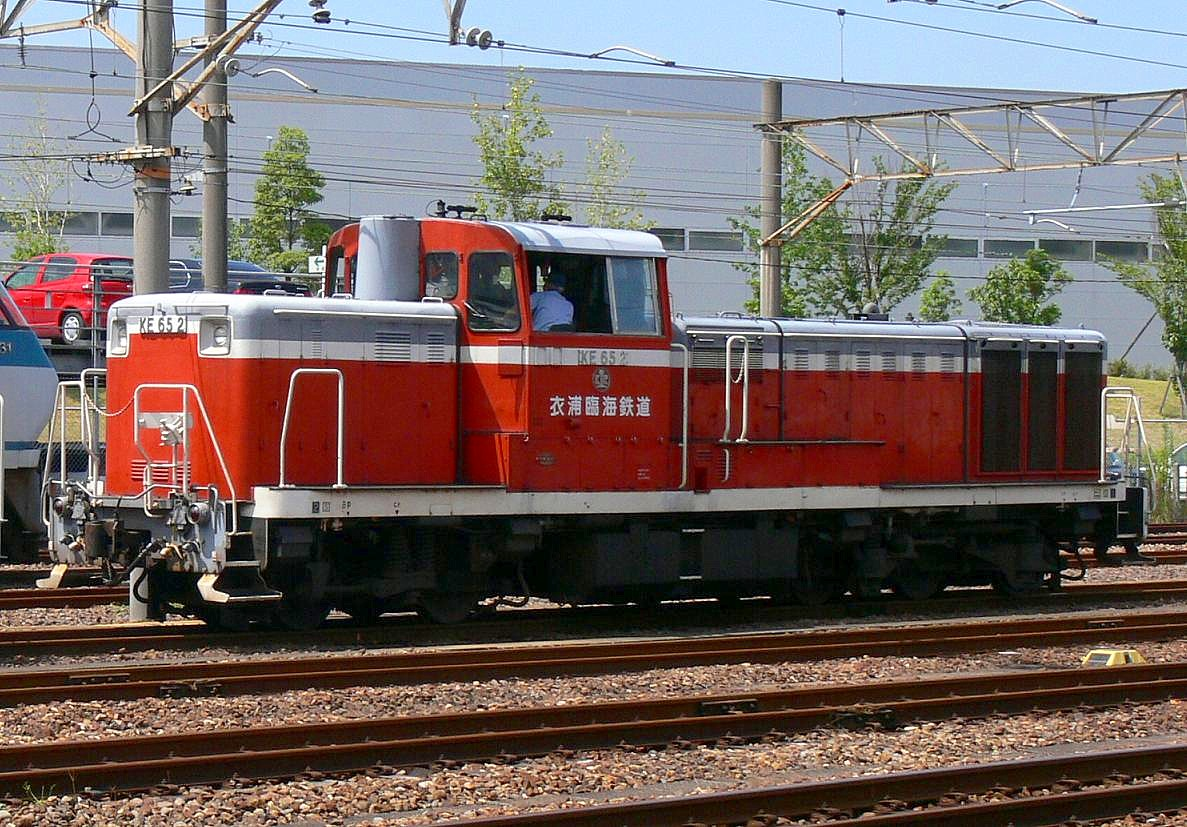
Diesellok der Baureihe KE65

Die Kinuura Rinkai Tetsudō ist eine so genannte Bahngesellschaft des dritten Sektors, die teilweise von lokalen Gebietskörperschaften getragen wird. Das Aktienkapital von 1,5 Milliarden Yen ist wie folgt aufgeteilt (per 31. März 2018):
- JR Freight: 39,2 %
- Präfektur Aichi: 39,2 %
- Stadt Hekinan: 2,7 %
- JFE Steel: 2,1 %
- Stadt Handa: 1,6 %

## Fahrzeuge
Das Unternehmen verfügt über vier Diesellokomotiven der Baureihe KE65. Sie wurden im Jahr 1975 von Nippon Sharyō hergestellt und besitzen eine Nennleistung von 1350 PS. Ihre Länge beträgt 14,15 m, ihre Breite 2,95 m und ihre Höhe 3,965 m. Die Fahrzeuge mit den Nummern KE65 1–3 und 5 sind im Depot Handa-Futō stationiert. Seit September 2011 ist die Lokomotive mit der Nummer KE65 2 außer Dienst gestellt.[2] Die Generalüberholung der Lokomotiven erfolgt je nach Kapazität in verschiedenen Einrichtungen der JR-Gruppe.

## Geschichte
In der Hochkonjunkturphase der 1960er Jahre wurde das Gebiet der Kinuura-Bucht, einem Ausläufer der Mikawa-Bucht, als Hafen- und Industriegebiet erschlossen. Am 8. April 1971 gründeten die Japanische Staatsbahn, die Präfektur Aichi, angrenzende Städte sowie Industrieunternehmen die Kinuura Rinkai Tetsudō. Der ursprüngliche Zweck beider Linie war der Transport von Rohstoffen und Halbfabrikat zu den Fabriken entlang der Küste der Kinuura-Bucht. Die Handa-Linie wurde 1975 eröffnet, die Hekinan-Linie 1977. Seit der Eröffnung des Kraftwerks Hekinan im Jahr 1991 ist der Transport von Flugasche das wichtigste Geschäftsfeld.